# UAE Tour 2020
UAE Tour 2020 – 2. edycja wyścigu kolarskiego UAE Tour, która odbyła się w dniach od 23 do 27 lutego 2020. Wyścig był częścią UCI World Tour 2020.
Ze względu na wykrycie zarażenia COVID-19 u dwóch uczestników wyścigu dwa ostatnie etapy UAE Tour 2020 zostały odwołane.

## Etapy
| Etap | Data   | Start – Meta                        | type        | Dystans (km) | Zwycięzca etapu   | Lider            |
| ---- | ------ | ----------------------------------- | ----------- | ------------ | ----------------- | ---------------- |
| 1    | 23 lut | Palm Jumeirah – Dubai Silicon Oasis | płaski      | 148          | Pascal Ackermann  | Pascal Ackermann |
| 2    | 24 lut | Hatta – Hatta Dam                   | pagórkowaty | 168          | Caleb Ewan        | Caleb Ewan       |
| 3    | 25 lut | Al Qudra Lake – Jabal Hafit         | górski      | 184          | Adam Yates        | Adam Yates       |
| 4    | 26 lut | Zabeel Park – Dubaj                 | płaski      | 173          | Dylan Groenewegen | Adam Yates       |
| 5    | 27 lut | Al-Ajn – Jabal Hafit                | górski      | 162          | Tadej Pogačar     | Adam Yates       |
| 6    | 28 lut | Ar Ruways – Al Mirfa                | płaski      | 158          | etap anulowany    | etap anulowany   |
| 7    | 29 lut | Al Maryah Island – Abu Zabi         | płaski      | 127          | etap anulowany    | etap anulowany   |

## Uczestnicy

### Drużyny
| WorldTeams (18)- AG2R La Mondiale - Astana - Bahrain McLaren - Bora-Hansgrohe - CCC Team - Cofidis - Deceuninck-Quick Step - Groupama-FDJ - Israel Start-Up Nation - Lotto Soudal - Mitchelton-Scott - Movistar Team - NTT Pro Cycling - Ineos - Jumbo-Visma - Team Sunweb - Trek-Segafredo - UAE Team Emirates ProTeams (2)- Gazprom-RusVelo - Vini Zabù-KTM |
| |

### Lista startowa
| AG2R La Mondiale ALM | AG2R La Mondiale ALM    | AG2R La Mondiale ALM |
| -------------------- | ----------------------- | -------------------- |
| Nr                   | Kolarz                  | Miejsce              |
| 1                    | François Bidard (FRA)   | 31.                  |
| 2                    | Geoffrey Bouchard (FRA) | 18.                  |
| 3                    | Clément Chevrier (FRA)  | 34.                  |
| 4                    | Andrea Vendrame (ITA)   | 54.                  |
| 5                    | Jaakko Hänninen (FIN)   | 25.                  |
| 6                    | Quentin Jauregui (FRA)  | 39.                  |
| 7                    | Larry Warbasse (USA)    | 37.                  |

| Astana AST | Astana AST                     | Astana AST |
| ---------- | ------------------------------ | ---------- |
| Nr         | Kolarz                         | Miejsce    |
| 11         | Aleksiej Łucenko (KAZ) (szosa) | 3.         |
| 12         | Hernando Bohórquez (COL)       | 38.        |
| 13         | Omar Fraile (ESP)              | 66.        |
| 14         | Gorka Izagirre (ESP)           | 20.        |
| 15         | Merhawi Kudus (ERI)            | 26.        |
| 16         | Óscar Rodríguez (ESP)          | 23.        |
| 17         | Jonas Gregaard (DEN)           | 81.        |

| Bahrain McLaren TBM | Bahrain McLaren TBM    | Bahrain McLaren TBM |
| ------------------- | ---------------------- | ------------------- |
| Nr                  | Kolarz                 | Miejsce             |
| 21                  | Mark Cavendish (GBR)   | 116.                |
| 22                  | Yukiya Arashiro (JPN)  | 49.                 |
| 23                  | Enrico Battaglin (ITA) | 92.                 |
| 24                  | Eros Capecchi (ITA)    | 35.                 |
| 25                  | Marco Haller (AUT)     | 96.                 |
| 26                  | Wout Poels (NED)       | 21.                 |
| 27                  | Rafael Valls (ESP)     | 44.                 |

| Bora-Hansgrohe BOH | Bora-Hansgrohe BOH           | Bora-Hansgrohe BOH |
| ------------------ | ---------------------------- | ------------------ |
| Nr                 | Kolarz                       | Miejsce            |
| 31                 | Pascal Ackermann (GER)       | 132.               |
| 32                 | Emanuel Buchmann (GER)       | DNS-4              |
| 33                 | Patrick Konrad (AUT) (szosa) | 13.                |
| 34                 | Rafał Majka (POL)            | 5.                 |
| 35                 | Gregor Mühlberger (AUT)      | 58.                |
| 36                 | Michael Schwarzmann (GER)    | 125.               |
| 37                 | Rüdiger Selig (GER)          | 130.               |

| CCC Team CCC | CCC Team CCC             | CCC Team CCC |
| ------------ | ------------------------ | ------------ |
| Nr           | Kolarz                   | Miejsce      |
| 41           | Ilnur Zakarin (RUS)      | 7.           |
| 42           | Víctor de la Parte (ESP) | 10.          |
| 43           | Kamil Gradek (POL)       | 77.          |
| 44           | Jan Hirt (CZE)           | 62.          |
| 45           | Pawieł Koczetkow (RUS)   | 30.          |
| 46           | Jakub Mareczko (ITA)     | 119.         |
| 47           | Francisco Ventoso (ESP)  | 97.          |

| Cofidis COF | Cofidis COF             | Cofidis COF |
| ----------- | ----------------------- | ----------- |
| Nr          | Kolarz                  | Miejsce     |
| 51          | Jesús Herrada (ESP)     | 16.         |
| 52          | Natnael Berhane (ERI)   | 40.         |
| 53          | Nathan Haas (AUS)       | 103.        |
| 54          | Jesper Hansen (DEN)     | 53.         |
| 55          | José Herrada (ESP)      | 50.         |
| 56          | Stéphane Rossetto (FRA) | 73.         |
| 57          | Attilio Viviani (ITA)   | 118.        |

| Deceuninck-Quick Step DQT | Deceuninck-Quick Step DQT    | Deceuninck-Quick Step DQT |
| ------------------------- | ---------------------------- | ------------------------- |
| Nr                        | Kolarz                       | Miejsce                   |
| 61                        | Sam Bennett (IRL) (szosa)    | 105.                      |
| 62                        | Shane Archbold (NZL) (szosa) | 109.                      |
| 63                        | Mattia Cattaneo (ITA)        | 45.                       |
| 64                        | James Knox (GBR)             | 55.                       |
| 65                        | Michael Mørkøv (DEN) (szosa) | DNS-5                     |
| 66                        | Pieter Serry (BEL)           | 32.                       |
| 67                        | Stijn Steels (BEL)           | 107.                      |

| Groupama-FDJ GFC | Groupama-FDJ GFC          | Groupama-FDJ GFC |
| ---------------- | ------------------------- | ---------------- |
| Nr               | Kolarz                    | Miejsce          |
| 71               | Arnaud Démare (FRA)       | 90.              |
| 72               | David Gaudu (FRA)         | 4.               |
| 73               | Jacopo Guarnieri (ITA)    | 115.             |
| 74               | Ignatas Konovalovas (LTU) | 104.             |
| 75               | Miles Scotson (AUS)       | DNS-2            |
| 76               | Bruno Armirail (FRA)      | 33.              |
| 77               | Ramon Sinkeldam (NED)     | 82.              |

| Israel Start-Up Nation ISN | Israel Start-Up Nation ISN | Israel Start-Up Nation ISN |
| -------------------------- | -------------------------- | -------------------------- |
| Nr                         | Kolarz                     | Miejsce                    |
| 81                         | Rudy Barbier (FRA)         | 133.                       |
| 82                         | Matthias Brändle (AUT)     | 123.                       |
| 83                         | Alexander Cataford (CAN)   | 68.                        |
| 84                         | Alex Dowsett (GBR)         | 94.                        |
| 85                         | Omer Goldstein (ISR)       | 52.                        |
| 86                         | Daniel Navarro (ESP)       | 17.                        |
| 87                         | Rick Zabel (GER)           | 75.                        |

| Lotto-Soudal LTS | Lotto-Soudal LTS         | Lotto-Soudal LTS |
| ---------------- | ------------------------ | ---------------- |
| Nr               | Kolarz                   | Miejsce          |
| 91               | Caleb Ewan (AUS)         | 95.              |
| 92               | Steff Cras (BEL)         | DNF-4            |
| 93               | Jasper De Buyst (BEL)    | 98.              |
| 94               | Carl Fredrik Hagen (NOR) | 51.              |
| 95               | Adam Hansen (AUS)        | 102.             |
| 96               | Rémy Mertz (BEL)         | 100.             |
| 97               | Tosh Van der Sande (BEL) | 93.              |

| Mitchelton-Scott MTS | Mitchelton-Scott MTS  | Mitchelton-Scott MTS |
| -------------------- | --------------------- | -------------------- |
| Nr                   | Kolarz                | Miejsce              |
| 101                  | Adam Yates (GBR)      | 1.                   |
| 102                  | Jack Bauer (NZL)      | 91.                  |
| 103                  | Tsgabu Grmay (ETH)    | 60.                  |
| 104                  | Kaden Groves (AUS)    | 126.                 |
| 105                  | Michael Hepburn (AUS) | 84.                  |
| 106                  | Luka Mezgec (SLO)     | 88.                  |
| 107                  | Callum Scotson (AUS)  | 131.                 |

| Movistar Team MOV | Movistar Team MOV                | Movistar Team MOV |
| ----------------- | -------------------------------- | ----------------- |
| Nr                | Kolarz                           | Miejsce           |
| 111               | Alejandro Valverde (ESP) (szosa) | 12.               |
| 112               | Héctor Carretero (ESP)           | 29.               |
| 113               | Dario Cataldo (ITA)              | 64.               |
| 114               | Iñigo Elosegui (ESP)             | 83.               |
| 115               | Albert Torres (ESP)              | 121.              |
| 116               | José Joaquín Rojas (ESP)         | 47.               |
| 117               | Sergio Samitier (ESP)            | 61.               |

| NTT Pro Cycling NTT | NTT Pro Cycling NTT             | NTT Pro Cycling NTT |
| ------------------- | ------------------------------- | ------------------- |
| Nr                  | Kolarz                          | Miejsce             |
| 121                 | Domenico Pozzovivo (ITA)        | 14.                 |
| 122                 | Victor Campenaerts (BEL)        | 43.                 |
| 123                 | Michael Carbel Svendgaard (DEN) | 110.                |
| 124                 | Stefan de Bod (RSA)             | DNS-4               |
| 125                 | Jay Robert Thomson (RSA)        | DNS-4               |
| 126                 | Max Walscheid (GER)             | 122.                |
| 127                 | Danilo Wyss (SUI)               | 63.                 |

| Team Ineos INS | Team Ineos INS         | Team Ineos INS |
| -------------- | ---------------------- | -------------- |
| Nr             | Kolarz                 | Miejsce        |
| 131            | Chris Froome (GBR)     | 71.            |
| 132            | Andrey Amador (CRC)    | 65.            |
| 133            | Edward Dunbar (IRL)    | 11.            |
| 134            | Michał Gołaś (POL)     | 79.            |
| 135            | Christian Knees (GER)  | 78.            |
| 136            | Salvatore Puccio (ITA) | 69.            |
| 137            | Carlos Rodríguez (ESP) | 72.            |

| Jumbo-Visma TJV | Jumbo-Visma TJV           | Jumbo-Visma TJV |
| --------------- | ------------------------- | --------------- |
| Nr              | Kolarz                    | Miejsce         |
| 141             | Dylan Groenewegen (NED)   | 113.            |
| 142             | Koen Bouwman (NED)        | 24.             |
| 143             | Jos van Emden (NED)       | 74.             |
| 144             | Tony Martin (GER)         | 99.             |
| 145             | Christoph Pfingsten (GER) | 86.             |
| 146             | Laurens De Plus (BEL)     | DNS-2           |
| 147             | Timo Roosen (NED)         | 76.             |

| Team Sunweb SUN | Team Sunweb SUN              | Team Sunweb SUN |
| --------------- | ---------------------------- | --------------- |
| Nr              | Kolarz                       | Miejsce         |
| 151             | Wilco Kelderman (NED)        | 6.              |
| 152             | Asbjørn Kragh Andersen (DEN) | 112.            |
| 153             | Alberto Dainese (ITA)        | 124.            |
| 154             | Jai Hindley (AUS)            | 28.             |
| 155             | Max Kanter (GER)             | 85.             |
| 156             | Robert Power (AUS)           | 48.             |
| 157             | Florian Stork (GER)          | 36.             |

| Trek-Segafredo TFS | Trek-Segafredo TFS       | Trek-Segafredo TFS |
| ------------------ | ------------------------ | ------------------ |
| Nr                 | Kolarz                   | Miejsce            |
| 161                | Giulio Ciccone (ITA)     | 19.                |
| 162                | Gianluca Brambilla (ITA) | 22.                |
| 163                | William Clarke (AUS)     | 101.               |
| 164                | Nicola Conci (ITA)       | 59.                |
| 165                | Niklas Eg (DEN)          | 15.                |
| 166                | Charlie Quaterman (GBR)  | 120.               |
| 167                | Kiel Reijnen (USA)       | 89.                |

| UAE Team Emirates UAD | UAE Team Emirates UAD             | UAE Team Emirates UAD |
| --------------------- | --------------------------------- | --------------------- |
| Nr                    | Kolarz                            | Miejsce               |
| 171                   | Tadej Pogačar (SLO)               | 2.                    |
| 172                   | Sven Erik Bystrøm (NOR)           | 57.                   |
| 173                   | Davide Formolo (ITA) (szosa)      | 8.                    |
| 174                   | Fernando Gaviria (COL)            | 111.                  |
| 175                   | Maximiliano Richeze (ARG) (szosa) | 117.                  |
| 176                   | Oliviero Troia (ITA)              | 129.                  |
| 177                   | Diego Ulissi (ITA)                | 9.                    |

| Gazprom-RusVelo GAZ | Gazprom-RusVelo GAZ       | Gazprom-RusVelo GAZ |
| ------------------- | ------------------------- | ------------------- |
| Nr                  | Kolarz                    | Miejsce             |
| 181                 | Siergiej Czerniecki (RUS) | 27.                 |
| 182                 | Imerio Cima (ITA)         | 128.                |
| 183                 | Nikołaj Czerkasow (RUS)   | 56.                 |
| 184                 | Władisław Kulikow (RUS)   | 67.                 |
| 185                 | Christian Scaroni (ITA)   | 108.                |
| 186                 | Dmitrij Strachow (RUS)    | 70.                 |
| 187                 | Igor Bojew (RUS)          | 114.                |

| Vini Zabù-KTM THR | Vini Zabù-KTM THR        | Vini Zabù-KTM THR |
| ----------------- | ------------------------ | ----------------- |
| Nr                | Kolarz                   | Miejsce           |
| 191               | Giovanni Visconti (ITA)  | 42.               |
| 192               | Andrea Garosio (ITA)     | 41.               |
| 193               | Leonardo Tortomasi (ITA) | 106.              |
| 194               | Umberto Marengo (ITA)    | 87.               |
| 195               | Veljko Stojnić (SRB)     | 127.              |
| 196               | Lorenzo Fortunato (ITA)  | 46.               |
| 197               | James Mitri (NZL)        | 80.               |

| AG2R La Mondiale ALM | AG2R La Mondiale ALM    | AG2R La Mondiale ALM |
| -------------------- | ----------------------- | -------------------- |
| Nr                   | Kolarz                  | Miejsce              |
| 1                    | François Bidard (FRA)   | 31.                  |
| 2                    | Geoffrey Bouchard (FRA) | 18.                  |
| 3                    | Clément Chevrier (FRA)  | 34.                  |
| 4                    | Andrea Vendrame (ITA)   | 54.                  |
| 5                    | Jaakko Hänninen (FIN)   | 25.                  |
| 6                    | Quentin Jauregui (FRA)  | 39.                  |
| 7                    | Larry Warbasse (USA)    | 37.                  |

| Astana AST | Astana AST                     | Astana AST |
| ---------- | ------------------------------ | ---------- |
| Nr         | Kolarz                         | Miejsce    |
| 11         | Aleksiej Łucenko (KAZ) (szosa) | 3.         |
| 12         | Hernando Bohórquez (COL)       | 38.        |
| 13         | Omar Fraile (ESP)              | 66.        |
| 14         | Gorka Izagirre (ESP)           | 20.        |
| 15         | Merhawi Kudus (ERI)            | 26.        |
| 16         | Óscar Rodríguez (ESP)          | 23.        |
| 17         | Jonas Gregaard (DEN)           | 81.        |

| Bahrain McLaren TBM | Bahrain McLaren TBM    | Bahrain McLaren TBM |
| ------------------- | ---------------------- | ------------------- |
| Nr                  | Kolarz                 | Miejsce             |
| 21                  | Mark Cavendish (GBR)   | 116.                |
| 22                  | Yukiya Arashiro (JPN)  | 49.                 |
| 23                  | Enrico Battaglin (ITA) | 92.                 |
| 24                  | Eros Capecchi (ITA)    | 35.                 |
| 25                  | Marco Haller (AUT)     | 96.                 |
| 26                  | Wout Poels (NED)       | 21.                 |
| 27                  | Rafael Valls (ESP)     | 44.                 |

| Bora-Hansgrohe BOH | Bora-Hansgrohe BOH           | Bora-Hansgrohe BOH |
| ------------------ | ---------------------------- | ------------------ |
| Nr                 | Kolarz                       | Miejsce            |
| 31                 | Pascal Ackermann (GER)       | 132.               |
| 32                 | Emanuel Buchmann (GER)       | DNS-4              |
| 33                 | Patrick Konrad (AUT) (szosa) | 13.                |
| 34                 | Rafał Majka (POL)            | 5.                 |
| 35                 | Gregor Mühlberger (AUT)      | 58.                |
| 36                 | Michael Schwarzmann (GER)    | 125.               |
| 37                 | Rüdiger Selig (GER)          | 130.               |

| CCC Team CCC | CCC Team CCC             | CCC Team CCC |
| ------------ | ------------------------ | ------------ |
| Nr           | Kolarz                   | Miejsce      |
| 41           | Ilnur Zakarin (RUS)      | 7.           |
| 42           | Víctor de la Parte (ESP) | 10.          |
| 43           | Kamil Gradek (POL)       | 77.          |
| 44           | Jan Hirt (CZE)           | 62.          |
| 45           | Pawieł Koczetkow (RUS)   | 30.          |
| 46           | Jakub Mareczko (ITA)     | 119.         |
| 47           | Francisco Ventoso (ESP)  | 97.          |

| Cofidis COF | Cofidis COF             | Cofidis COF |
| ----------- | ----------------------- | ----------- |
| Nr          | Kolarz                  | Miejsce     |
| 51          | Jesús Herrada (ESP)     | 16.         |
| 52          | Natnael Berhane (ERI)   | 40.         |
| 53          | Nathan Haas (AUS)       | 103.        |
| 54          | Jesper Hansen (DEN)     | 53.         |
| 55          | José Herrada (ESP)      | 50.         |
| 56          | Stéphane Rossetto (FRA) | 73.         |
| 57          | Attilio Viviani (ITA)   | 118.        |

| Deceuninck-Quick Step DQT | Deceuninck-Quick Step DQT    | Deceuninck-Quick Step DQT |
| ------------------------- | ---------------------------- | ------------------------- |
| Nr                        | Kolarz                       | Miejsce                   |
| 61                        | Sam Bennett (IRL) (szosa)    | 105.                      |
| 62                        | Shane Archbold (NZL) (szosa) | 109.                      |
| 63                        | Mattia Cattaneo (ITA)        | 45.                       |
| 64                        | James Knox (GBR)             | 55.                       |
| 65                        | Michael Mørkøv (DEN) (szosa) | DNS-5                     |
| 66                        | Pieter Serry (BEL)           | 32.                       |
| 67                        | Stijn Steels (BEL)           | 107.                      |

| Groupama-FDJ GFC | Groupama-FDJ GFC          | Groupama-FDJ GFC |
| ---------------- | ------------------------- | ---------------- |
| Nr               | Kolarz                    | Miejsce          |
| 71               | Arnaud Démare (FRA)       | 90.              |
| 72               | David Gaudu (FRA)         | 4.               |
| 73               | Jacopo Guarnieri (ITA)    | 115.             |
| 74               | Ignatas Konovalovas (LTU) | 104.             |
| 75               | Miles Scotson (AUS)       | DNS-2            |
| 76               | Bruno Armirail (FRA)      | 33.              |
| 77               | Ramon Sinkeldam (NED)     | 82.              |

| Israel Start-Up Nation ISN | Israel Start-Up Nation ISN | Israel Start-Up Nation ISN |
| -------------------------- | -------------------------- | -------------------------- |
| Nr                         | Kolarz                     | Miejsce                    |
| 81                         | Rudy Barbier (FRA)         | 133.                       |
| 82                         | Matthias Brändle (AUT)     | 123.                       |
| 83                         | Alexander Cataford (CAN)   | 68.                        |
| 84                         | Alex Dowsett (GBR)         | 94.                        |
| 85                         | Omer Goldstein (ISR)       | 52.                        |
| 86                         | Daniel Navarro (ESP)       | 17.                        |
| 87                         | Rick Zabel (GER)           | 75.                        |

| Lotto-Soudal LTS | Lotto-Soudal LTS         | Lotto-Soudal LTS |
| ---------------- | ------------------------ | ---------------- |
| Nr               | Kolarz                   | Miejsce          |
| 91               | Caleb Ewan (AUS)         | 95.              |
| 92               | Steff Cras (BEL)         | DNF-4            |
| 93               | Jasper De Buyst (BEL)    | 98.              |
| 94               | Carl Fredrik Hagen (NOR) | 51.              |
| 95               | Adam Hansen (AUS)        | 102.             |
| 96               | Rémy Mertz (BEL)         | 100.             |
| 97               | Tosh Van der Sande (BEL) | 93.              |

| Mitchelton-Scott MTS | Mitchelton-Scott MTS  | Mitchelton-Scott MTS |
| -------------------- | --------------------- | -------------------- |
| Nr                   | Kolarz                | Miejsce              |
| 101                  | Adam Yates (GBR)      | 1.                   |
| 102                  | Jack Bauer (NZL)      | 91.                  |
| 103                  | Tsgabu Grmay (ETH)    | 60.                  |
| 104                  | Kaden Groves (AUS)    | 126.                 |
| 105                  | Michael Hepburn (AUS) | 84.                  |
| 106                  | Luka Mezgec (SLO)     | 88.                  |
| 107                  | Callum Scotson (AUS)  | 131.                 |

| Movistar Team MOV | Movistar Team MOV                | Movistar Team MOV |
| ----------------- | -------------------------------- | ----------------- |
| Nr                | Kolarz                           | Miejsce           |
| 111               | Alejandro Valverde (ESP) (szosa) | 12.               |
| 112               | Héctor Carretero (ESP)           | 29.               |
| 113               | Dario Cataldo (ITA)              | 64.               |
| 114               | Iñigo Elosegui (ESP)             | 83.               |
| 115               | Albert Torres (ESP)              | 121.              |
| 116               | José Joaquín Rojas (ESP)         | 47.               |
| 117               | Sergio Samitier (ESP)            | 61.               |

| NTT Pro Cycling NTT | NTT Pro Cycling NTT             | NTT Pro Cycling NTT |
| ------------------- | ------------------------------- | ------------------- |
| Nr                  | Kolarz                          | Miejsce             |
| 121                 | Domenico Pozzovivo (ITA)        | 14.                 |
| 122                 | Victor Campenaerts (BEL)        | 43.                 |
| 123                 | Michael Carbel Svendgaard (DEN) | 110.                |
| 124                 | Stefan de Bod (RSA)             | DNS-4               |
| 125                 | Jay Robert Thomson (RSA)        | DNS-4               |
| 126                 | Max Walscheid (GER)             | 122.                |
| 127                 | Danilo Wyss (SUI)               | 63.                 |

| Team Ineos INS | Team Ineos INS         | Team Ineos INS |
| -------------- | ---------------------- | -------------- |
| Nr             | Kolarz                 | Miejsce        |
| 131            | Chris Froome (GBR)     | 71.            |
| 132            | Andrey Amador (CRC)    | 65.            |
| 133            | Edward Dunbar (IRL)    | 11.            |
| 134            | Michał Gołaś (POL)     | 79.            |
| 135            | Christian Knees (GER)  | 78.            |
| 136            | Salvatore Puccio (ITA) | 69.            |
| 137            | Carlos Rodríguez (ESP) | 72.            |

| Jumbo-Visma TJV | Jumbo-Visma TJV           | Jumbo-Visma TJV |
| --------------- | ------------------------- | --------------- |
| Nr              | Kolarz                    | Miejsce         |
| 141             | Dylan Groenewegen (NED)   | 113.            |
| 142             | Koen Bouwman (NED)        | 24.             |
| 143             | Jos van Emden (NED)       | 74.             |
| 144             | Tony Martin (GER)         | 99.             |
| 145             | Christoph Pfingsten (GER) | 86.             |
| 146             | Laurens De Plus (BEL)     | DNS-2           |
| 147             | Timo Roosen (NED)         | 76.             |

| Team Sunweb SUN | Team Sunweb SUN              | Team Sunweb SUN |
| --------------- | ---------------------------- | --------------- |
| Nr              | Kolarz                       | Miejsce         |
| 151             | Wilco Kelderman (NED)        | 6.              |
| 152             | Asbjørn Kragh Andersen (DEN) | 112.            |
| 153             | Alberto Dainese (ITA)        | 124.            |
| 154             | Jai Hindley (AUS)            | 28.             |
| 155             | Max Kanter (GER)             | 85.             |
| 156             | Robert Power (AUS)           | 48.             |
| 157             | Florian Stork (GER)          | 36.             |

| Trek-Segafredo TFS | Trek-Segafredo TFS       | Trek-Segafredo TFS |
| ------------------ | ------------------------ | ------------------ |
| Nr                 | Kolarz                   | Miejsce            |
| 161                | Giulio Ciccone (ITA)     | 19.                |
| 162                | Gianluca Brambilla (ITA) | 22.                |
| 163                | William Clarke (AUS)     | 101.               |
| 164                | Nicola Conci (ITA)       | 59.                |
| 165                | Niklas Eg (DEN)          | 15.                |
| 166                | Charlie Quaterman (GBR)  | 120.               |
| 167                | Kiel Reijnen (USA)       | 89.                |

| UAE Team Emirates UAD | UAE Team Emirates UAD             | UAE Team Emirates UAD |
| --------------------- | --------------------------------- | --------------------- |
| Nr                    | Kolarz                            | Miejsce               |
| 171                   | Tadej Pogačar (SLO)               | 2.                    |
| 172                   | Sven Erik Bystrøm (NOR)           | 57.                   |
| 173                   | Davide Formolo (ITA) (szosa)      | 8.                    |
| 174                   | Fernando Gaviria (COL)            | 111.                  |
| 175                   | Maximiliano Richeze (ARG) (szosa) | 117.                  |
| 176                   | Oliviero Troia (ITA)              | 129.                  |
| 177                   | Diego Ulissi (ITA)                | 9.                    |

| Gazprom-RusVelo GAZ | Gazprom-RusVelo GAZ       | Gazprom-RusVelo GAZ |
| ------------------- | ------------------------- | ------------------- |
| Nr                  | Kolarz                    | Miejsce             |
| 181                 | Siergiej Czerniecki (RUS) | 27.                 |
| 182                 | Imerio Cima (ITA)         | 128.                |
| 183                 | Nikołaj Czerkasow (RUS)   | 56.                 |
| 184                 | Władisław Kulikow (RUS)   | 67.                 |
| 185                 | Christian Scaroni (ITA)   | 108.                |
| 186                 | Dmitrij Strachow (RUS)    | 70.                 |
| 187                 | Igor Bojew (RUS)          | 114.                |

| Vini Zabù-KTM THR | Vini Zabù-KTM THR        | Vini Zabù-KTM THR |
| ----------------- | ------------------------ | ----------------- |
| Nr                | Kolarz                   | Miejsce           |
| 191               | Giovanni Visconti (ITA)  | 42.               |
| 192               | Andrea Garosio (ITA)     | 41.               |
| 193               | Leonardo Tortomasi (ITA) | 106.              |
| 194               | Umberto Marengo (ITA)    | 87.               |
| 195               | Veljko Stojnić (SRB)     | 127.              |
| 196               | Lorenzo Fortunato (ITA)  | 46.               |
| 197               | James Mitri (NZL)        | 80.               |

Legenda: DNF – nie ukończył etapu, OTL – przekroczył limit czasu, DNS – nie wystartował do etapu, DSQ – zdyskwalifikowany. Numer przy skrócie oznacza etap, na którym kolarz opuścił wyścig.

## Wyniki etapów

### Etap 1
| \| Klasyfikacja etapu \| Klasyfikacja etapu \| Klasyfikacja etapu \| Klasyfikacja etapu \| Klasyfikacja etapu \| \| Kolarz \| Kolarz \| Państwo \| Drużyna \| Czas \| \| ------------------ \| ------------------ \| ------------------ \| ---------------------- \| ------------------ \| \| 1. \| Pascal Ackermann \| Niemcy \| Bora-Hansgrohe \| 3h 29' 19" \| \| 2. \| Caleb Ewan \| Australia \| Lotto-Soudal \| + 0" \| \| 3. \| Rudy Barbier \| Francja \| Israel Start-Up Nation \| + 0" \| \| 4. \| Dylan Groenewegen \| Holandia \| Jumbo-Visma \| + 0" \| \| 5. \| Luka Mezgec \| Słowenia \| Mitchelton-Scott \| + 0" \| \| 6. \| Alberto Dainese \| Włochy \| Team Sunweb \| + 0" \| \| 7. \| Jakub Mareczko \| Włochy \| CCC Team \| + 0" \| \| 8. \| Max Walscheid \| Niemcy \| NTT Pro Cycling \| + 0" \| \| 9. \| José Joaquín Rojas \| Hiszpania \| Movistar Team \| + 0" \| \| 10. \| Andrea Vendrame \| Włochy \| AG2R La Mondiale \| + 0" \| |                    |           |                        |            |
| |                    |           |                        |            |
| Źródło: ProCyclingStats |                    |           |                        |            |
| Klasyfikacja etapu |                    |           |                        |            |
| Kolarz | Kolarz             | Państwo   | Drużyna                | Czas       |
| 1. | Pascal Ackermann   | Niemcy    | Bora-Hansgrohe         | 3h 29' 19" |
| 2. | Caleb Ewan         | Australia | Lotto-Soudal           | + 0"       |
| 3. | Rudy Barbier       | Francja   | Israel Start-Up Nation | + 0"       |
| 4. | Dylan Groenewegen  | Holandia  | Jumbo-Visma            | + 0"       |
| 5. | Luka Mezgec        | Słowenia  | Mitchelton-Scott       | + 0"       |
| 6. | Alberto Dainese    | Włochy    | Team Sunweb            | + 0"       |
| 7. | Jakub Mareczko     | Włochy    | CCC Team               | + 0"       |
| 8. | Max Walscheid      | Niemcy    | NTT Pro Cycling        | + 0"       |
| 9. | José Joaquín Rojas | Hiszpania | Movistar Team          | + 0"       |
| 10. | Andrea Vendrame    | Włochy    | AG2R La Mondiale       | + 0"       |

| \| Klasyfikacja generalna \| Klasyfikacja generalna \| Klasyfikacja generalna \| Klasyfikacja generalna \| Klasyfikacja generalna \| \| Kolarz \| Kolarz \| Państwo \| Drużyna \| Czas \| \| ---------------------- \| ---------------------- \| ---------------------- \| ---------------------- \| ---------------------- \| \| 1. \| Pascal Ackermann \| Niemcy \| Bora-Hansgrohe \| 3h 29' 19" \| \| 2. \| Caleb Ewan \| Australia \| Lotto-Soudal \| + 4" \| \| 3. \| Veljko Stojnić \| Serbia \| Vini Zabù-KTM \| + 5" \| \| 4. \| Rudy Barbier \| Francja \| Israel Start-Up Nation \| + 6" \| \| 5. \| Leonardo Tortomasi \| Włochy \| Vini Zabù-KTM \| + 6" \| \| 6. \| Nikołaj Czerkasow \| Rosja \| Gazprom-RusVelo \| + 7" \| \| 7. \| Dylan Groenewegen \| Holandia \| Jumbo-Visma \| + 10" \| \| 8. \| Luka Mezgec \| Słowenia \| Mitchelton-Scott \| + 10" \| \| 9. \| Alberto Dainese \| Włochy \| Team Sunweb \| + 10" \| \| 10. \| Jakub Mareczko \| Włochy \| CCC Team \| + 10" \| |                    |           |                        |            |
| |                    |           |                        |            |
| Źródło: ProCyclingStats |                    |           |                        |            |
| Klasyfikacja generalna |                    |           |                        |            |
| Kolarz | Kolarz             | Państwo   | Drużyna                | Czas       |
| 1. | Pascal Ackermann   | Niemcy    | Bora-Hansgrohe         | 3h 29' 19" |
| 2. | Caleb Ewan         | Australia | Lotto-Soudal           | + 4"       |
| 3. | Veljko Stojnić     | Serbia    | Vini Zabù-KTM          | + 5"       |
| 4. | Rudy Barbier       | Francja   | Israel Start-Up Nation | + 6"       |
| 5. | Leonardo Tortomasi | Włochy    | Vini Zabù-KTM          | + 6"       |
| 6. | Nikołaj Czerkasow  | Rosja     | Gazprom-RusVelo        | + 7"       |
| 7. | Dylan Groenewegen  | Holandia  | Jumbo-Visma            | + 10"      |
| 8. | Luka Mezgec        | Słowenia  | Mitchelton-Scott       | + 10"      |
| 9. | Alberto Dainese    | Włochy    | Team Sunweb            | + 10"      |
| 10. | Jakub Mareczko     | Włochy    | CCC Team               | + 10"      |

### Etap 2
| \| Klasyfikacja etapu \| Klasyfikacja etapu \| Klasyfikacja etapu \| Klasyfikacja etapu \| Klasyfikacja etapu \| \| Kolarz \| Kolarz \| Państwo \| Drużyna \| Czas \| \| ------------------ \| ------------------ \| ------------------ \| ---------------------- \| ------------------ \| \| 1. \| Caleb Ewan \| Australia \| Lotto-Soudal \| 4h 18' 16" \| \| 2. \| Sam Bennett \| Irlandia \| Deceuninck-Quick Step \| + 2" \| \| 3. \| Arnaud Démare \| Francja \| Groupama-FDJ \| + 4" \| \| 4. \| Diego Ulissi \| Włochy \| UAE Team Emirates \| + 4" \| \| 5. \| Rick Zabel \| Niemcy \| Israel Start-Up Nation \| + 4" \| \| 6. \| Andrea Vendrame \| Włochy \| AG2R La Mondiale \| + 4" \| \| 7. \| Luka Mezgec \| Słowenia \| Mitchelton-Scott \| + 4" \| \| 8. \| Adam Yates \| Wielka Brytania \| Mitchelton-Scott \| + 4" \| \| 9. \| Tadej Pogačar \| Słowenia \| UAE Team Emirates \| + 4" \| \| 10. \| David Gaudu \| Francja \| Groupama-FDJ \| + 4" \| |                 |                 |                        |            |
| |                 |                 |                        |            |
| Źródło: ProCyclingStats |                 |                 |                        |            |
| Klasyfikacja etapu |                 |                 |                        |            |
| Kolarz | Kolarz          | Państwo         | Drużyna                | Czas       |
| 1. | Caleb Ewan      | Australia       | Lotto-Soudal           | 4h 18' 16" |
| 2. | Sam Bennett     | Irlandia        | Deceuninck-Quick Step  | + 2"       |
| 3. | Arnaud Démare   | Francja         | Groupama-FDJ           | + 4"       |
| 4. | Diego Ulissi    | Włochy          | UAE Team Emirates      | + 4"       |
| 5. | Rick Zabel      | Niemcy          | Israel Start-Up Nation | + 4"       |
| 6. | Andrea Vendrame | Włochy          | AG2R La Mondiale       | + 4"       |
| 7. | Luka Mezgec     | Słowenia        | Mitchelton-Scott       | + 4"       |
| 8. | Adam Yates      | Wielka Brytania | Mitchelton-Scott       | + 4"       |
| 9. | Tadej Pogačar   | Słowenia        | UAE Team Emirates      | + 4"       |
| 10. | David Gaudu     | Francja         | Groupama-FDJ           | + 4"       |

| \| Klasyfikacja generalna \| Klasyfikacja generalna \| Klasyfikacja generalna \| Klasyfikacja generalna \| Klasyfikacja generalna \| \| Kolarz \| Kolarz \| Państwo \| Drużyna \| Czas \| \| ---------------------- \| ---------------------- \| ---------------------- \| ---------------------- \| ---------------------- \| \| 1. \| Caleb Ewan \| Australia \| Lotto-Soudal \| 7h 47' 19" \| \| 2. \| Sam Bennett \| Irlandia \| Deceuninck-Quick Step \| + 12" \| \| 3. \| Arnaud Démare \| Francja \| Groupama-FDJ \| + 16" \| \| 4. \| Nikołaj Czerkasow \| Rosja \| Gazprom-RusVelo \| + 17" \| \| 5. \| Aleksiej Łucenko \| Kazachstan \| Astana \| + 19" \| \| 6. \| Luka Mezgec \| Słowenia \| Mitchelton-Scott \| + 20" \| \| 7. \| Andrea Vendrame \| Włochy \| AG2R La Mondiale \| + 20" \| \| 8. \| Rick Zabel \| Niemcy \| Israel Start-Up Nation \| + 20" \| \| 9. \| Wilco Kelderman \| Holandia \| Team Sunweb \| + 20" \| \| 10. \| David Gaudu \| Francja \| Groupama-FDJ \| + 20" \| |                   |            |                        |            |
| |                   |            |                        |            |
| Źródło: ProCyclingStats |                   |            |                        |            |
| Klasyfikacja generalna |                   |            |                        |            |
| Kolarz | Kolarz            | Państwo    | Drużyna                | Czas       |
| 1. | Caleb Ewan        | Australia  | Lotto-Soudal           | 7h 47' 19" |
| 2. | Sam Bennett       | Irlandia   | Deceuninck-Quick Step  | + 12"      |
| 3. | Arnaud Démare     | Francja    | Groupama-FDJ           | + 16"      |
| 4. | Nikołaj Czerkasow | Rosja      | Gazprom-RusVelo        | + 17"      |
| 5. | Aleksiej Łucenko  | Kazachstan | Astana                 | + 19"      |
| 6. | Luka Mezgec       | Słowenia   | Mitchelton-Scott       | + 20"      |
| 7. | Andrea Vendrame   | Włochy     | AG2R La Mondiale       | + 20"      |
| 8. | Rick Zabel        | Niemcy     | Israel Start-Up Nation | + 20"      |
| 9. | Wilco Kelderman   | Holandia   | Team Sunweb            | + 20"      |
| 10. | David Gaudu       | Francja    | Groupama-FDJ           | + 20"      |

### Etap 3
| \| Klasyfikacja etapu \| Klasyfikacja etapu \| Klasyfikacja etapu \| Klasyfikacja etapu \| Klasyfikacja etapu \| \| Kolarz \| Kolarz \| Państwo \| Drużyna \| Czas \| \| ------------------ \| ------------------ \| ------------------ \| ------------------ \| ------------------ \| \| 1. \| Adam Yates \| Wielka Brytania \| Mitchelton-Scott \| 4h 42' 33" \| \| 2. \| Tadej Pogačar \| Słowenia \| UAE Team Emirates \| + 1' 03" \| \| 3. \| Aleksiej Łucenko \| Kazachstan \| Astana \| + 1' 30" \| \| 4. \| David Gaudu \| Francja \| Groupama-FDJ \| + 1' 30" \| \| 5. \| Rafał Majka \| Polska \| Bora-Hansgrohe \| + 1' 30" \| \| 6. \| Diego Ulissi \| Włochy \| UAE Team Emirates \| + 1' 56" \| \| 7. \| Patrick Konrad \| Austria \| Bora-Hansgrohe \| + 1' 56" \| \| 8. \| Gorka Izagirre \| Hiszpania \| Astana \| + 1' 56" \| \| 9. \| Jesús Herrada \| Hiszpania \| Cofidis \| + 1' 56" \| \| 10. \| Edward Dunbar \| Irlandia \| Team Ineos \| + 1' 56" \| |                  |                 |                   |            |
| |                  |                 |                   |            |
| Źródło: ProCyclingStats |                  |                 |                   |            |
| Klasyfikacja etapu |                  |                 |                   |            |
| Kolarz | Kolarz           | Państwo         | Drużyna           | Czas       |
| 1. | Adam Yates       | Wielka Brytania | Mitchelton-Scott  | 4h 42' 33" |
| 2. | Tadej Pogačar    | Słowenia        | UAE Team Emirates | + 1' 03"   |
| 3. | Aleksiej Łucenko | Kazachstan      | Astana            | + 1' 30"   |
| 4. | David Gaudu      | Francja         | Groupama-FDJ      | + 1' 30"   |
| 5. | Rafał Majka      | Polska          | Bora-Hansgrohe    | + 1' 30"   |
| 6. | Diego Ulissi     | Włochy          | UAE Team Emirates | + 1' 56"   |
| 7. | Patrick Konrad   | Austria         | Bora-Hansgrohe    | + 1' 56"   |
| 8. | Gorka Izagirre   | Hiszpania       | Astana            | + 1' 56"   |
| 9. | Jesús Herrada    | Hiszpania       | Cofidis           | + 1' 56"   |
| 10. | Edward Dunbar    | Irlandia        | Team Ineos        | + 1' 56"   |

| \| Klasyfikacja generalna \| Klasyfikacja generalna \| Klasyfikacja generalna \| Klasyfikacja generalna \| Klasyfikacja generalna \| \| Kolarz \| Kolarz \| Państwo \| Drużyna \| Czas \| \| ---------------------- \| ---------------------- \| ---------------------- \| ---------------------- \| ---------------------- \| \| 1. \| Adam Yates \| Wielka Brytania \| Mitchelton-Scott \| 12h 30' 02" \| \| 2. \| Tadej Pogačar \| Słowenia \| UAE Team Emirates \| + 1' 07" \| \| 3. \| Aleksiej Łucenko \| Kazachstan \| Astana \| + 1' 35" \| \| 4. \| David Gaudu \| Francja \| Groupama-FDJ \| + 1' 40" \| \| 5. \| Rafał Majka \| Polska \| Bora-Hansgrohe \| + 1' 40" \| \| 6. \| Wilco Kelderman \| Holandia \| Team Sunweb \| + 2' 06" \| \| 7. \| Diego Ulissi \| Włochy \| UAE Team Emirates \| + 2' 06" \| \| 8. \| Patrick Konrad \| Austria \| Bora-Hansgrohe \| + 2' 06" \| \| 9. \| Jesús Herrada \| Hiszpania \| Cofidis \| + 2' 06" \| \| 10. \| Edward Dunbar \| Irlandia \| Team Ineos \| + 2' 06" \| |                  |                 |                   |             |
| |                  |                 |                   |             |
| Źródło: ProCyclingStats |                  |                 |                   |             |
| Klasyfikacja generalna |                  |                 |                   |             |
| Kolarz | Kolarz           | Państwo         | Drużyna           | Czas        |
| 1. | Adam Yates       | Wielka Brytania | Mitchelton-Scott  | 12h 30' 02" |
| 2. | Tadej Pogačar    | Słowenia        | UAE Team Emirates | + 1' 07"    |
| 3. | Aleksiej Łucenko | Kazachstan      | Astana            | + 1' 35"    |
| 4. | David Gaudu      | Francja         | Groupama-FDJ      | + 1' 40"    |
| 5. | Rafał Majka      | Polska          | Bora-Hansgrohe    | + 1' 40"    |
| 6. | Wilco Kelderman  | Holandia        | Team Sunweb       | + 2' 06"    |
| 7. | Diego Ulissi     | Włochy          | UAE Team Emirates | + 2' 06"    |
| 8. | Patrick Konrad   | Austria         | Bora-Hansgrohe    | + 2' 06"    |
| 9. | Jesús Herrada    | Hiszpania       | Cofidis           | + 2' 06"    |
| 10. | Edward Dunbar    | Irlandia        | Team Ineos        | + 2' 06"    |

### Etap 4
| \| Klasyfikacja etapu \| Klasyfikacja etapu \| Klasyfikacja etapu \| Klasyfikacja etapu \| Klasyfikacja etapu \| \| Kolarz \| Kolarz \| Państwo \| Drużyna \| Czas \| \| ------------------ \| ------------------ \| ------------------ \| ---------------------- \| ------------------ \| \| 1. \| Dylan Groenewegen \| Holandia \| Jumbo-Visma \| 4h 16' 13" \| \| 2. \| Fernando Gaviria \| Kolumbia \| UAE Team Emirates \| + 0" \| \| 3. \| Pascal Ackermann \| Niemcy \| Bora-Hansgrohe \| + 0" \| \| 4. \| Sam Bennett \| Irlandia \| Deceuninck-Quick Step \| + 0" \| \| 5. \| Caleb Ewan \| Australia \| Lotto-Soudal \| + 0" \| \| 6. \| Kaden Groves \| Australia \| Mitchelton-Scott \| + 0" \| \| 7. \| Jakub Mareczko \| Włochy \| CCC Team \| + 0" \| \| 8. \| Attilio Viviani \| Włochy \| Cofidis \| + 0" \| \| 9. \| Rudy Barbier \| Francja \| Israel Start-Up Nation \| + 0" \| \| 10. \| Max Walscheid \| Niemcy \| NTT Pro Cycling \| + 0" \| |                   |           |                        |            |
| |                   |           |                        |            |
| Źródło: ProCyclingStats |                   |           |                        |            |
| Klasyfikacja etapu |                   |           |                        |            |
| Kolarz | Kolarz            | Państwo   | Drużyna                | Czas       |
| 1. | Dylan Groenewegen | Holandia  | Jumbo-Visma            | 4h 16' 13" |
| 2. | Fernando Gaviria  | Kolumbia  | UAE Team Emirates      | + 0"       |
| 3. | Pascal Ackermann  | Niemcy    | Bora-Hansgrohe         | + 0"       |
| 4. | Sam Bennett       | Irlandia  | Deceuninck-Quick Step  | + 0"       |
| 5. | Caleb Ewan        | Australia | Lotto-Soudal           | + 0"       |
| 6. | Kaden Groves      | Australia | Mitchelton-Scott       | + 0"       |
| 7. | Jakub Mareczko    | Włochy    | CCC Team               | + 0"       |
| 8. | Attilio Viviani   | Włochy    | Cofidis                | + 0"       |
| 9. | Rudy Barbier      | Francja   | Israel Start-Up Nation | + 0"       |
| 10. | Max Walscheid     | Niemcy    | NTT Pro Cycling        | + 0"       |

| \| Klasyfikacja generalna \| Klasyfikacja generalna \| Klasyfikacja generalna \| Klasyfikacja generalna \| Klasyfikacja generalna \| \| Kolarz \| Kolarz \| Państwo \| Drużyna \| Czas \| \| ---------------------- \| ---------------------- \| ---------------------- \| ---------------------- \| ---------------------- \| \| 1. \| Adam Yates \| Wielka Brytania \| Mitchelton-Scott \| 16h 46' 15" \| \| 2. \| Tadej Pogačar \| Słowenia \| UAE Team Emirates \| + 1' 07" \| \| 3. \| Aleksiej Łucenko \| Kazachstan \| Astana \| + 1' 35" \| \| 4. \| David Gaudu \| Francja \| Groupama-FDJ \| + 1' 40" \| \| 5. \| Rafał Majka \| Polska \| Bora-Hansgrohe \| + 1' 40" \| \| 6. \| Jesús Herrada \| Hiszpania \| Cofidis \| + 2' 05" \| \| 7. \| Wilco Kelderman \| Holandia \| Team Sunweb \| + 2' 06" \| \| 8. \| Diego Ulissi \| Włochy \| UAE Team Emirates \| + 2' 06" \| \| 9. \| Patrick Konrad \| Austria \| Bora-Hansgrohe \| + 2' 06" \| \| 10. \| Edward Dunbar \| Irlandia \| Team Ineos \| + 2' 06" \| |                  |                 |                   |             |
| |                  |                 |                   |             |
| Źródło: ProCyclingStats |                  |                 |                   |             |
| Klasyfikacja generalna |                  |                 |                   |             |
| Kolarz | Kolarz           | Państwo         | Drużyna           | Czas        |
| 1. | Adam Yates       | Wielka Brytania | Mitchelton-Scott  | 16h 46' 15" |
| 2. | Tadej Pogačar    | Słowenia        | UAE Team Emirates | + 1' 07"    |
| 3. | Aleksiej Łucenko | Kazachstan      | Astana            | + 1' 35"    |
| 4. | David Gaudu      | Francja         | Groupama-FDJ      | + 1' 40"    |
| 5. | Rafał Majka      | Polska          | Bora-Hansgrohe    | + 1' 40"    |
| 6. | Jesús Herrada    | Hiszpania       | Cofidis           | + 2' 05"    |
| 7. | Wilco Kelderman  | Holandia        | Team Sunweb       | + 2' 06"    |
| 8. | Diego Ulissi     | Włochy          | UAE Team Emirates | + 2' 06"    |
| 9. | Patrick Konrad   | Austria         | Bora-Hansgrohe    | + 2' 06"    |
| 10. | Edward Dunbar    | Irlandia        | Team Ineos        | + 2' 06"    |

### Etap 5
| \| Klasyfikacja etapu \| Klasyfikacja etapu \| Klasyfikacja etapu \| Klasyfikacja etapu \| Klasyfikacja etapu \| \| Kolarz \| Kolarz \| Państwo \| Drużyna \| Czas \| \| ------------------ \| ------------------ \| ------------------ \| ------------------ \| ------------------ \| \| 1. \| Tadej Pogačar \| Słowenia \| UAE Team Emirates \| 3h 48' 53" \| \| 2. \| Aleksiej Łucenko \| Kazachstan \| Astana \| + 0" \| \| 3. \| Adam Yates \| Wielka Brytania \| Mitchelton-Scott \| + 0" \| \| 4. \| David Gaudu \| Francja \| Groupama-FDJ \| + 4" \| \| 5. \| Ilnur Zakarin \| Rosja \| CCC Team \| + 7" \| \| 6. \| Davide Formolo \| Włochy \| UAE Team Emirates \| + 23" \| \| 7. \| Alejandro Valverde \| Hiszpania \| Movistar Team \| + 23" \| \| 8. \| Wilco Kelderman \| Holandia \| Team Sunweb \| + 24" \| \| 9. \| Víctor de la Parte \| Hiszpania \| CCC Team \| + 24" \| \| 10. \| Rafał Majka \| Polska \| Bora-Hansgrohe \| + 27" \| |                    |                 |                   |            |
| |                    |                 |                   |            |
| Źródło: ProCyclingStats |                    |                 |                   |            |
| Klasyfikacja etapu |                    |                 |                   |            |
| Kolarz | Kolarz             | Państwo         | Drużyna           | Czas       |
| 1. | Tadej Pogačar      | Słowenia        | UAE Team Emirates | 3h 48' 53" |
| 2. | Aleksiej Łucenko   | Kazachstan      | Astana            | + 0"       |
| 3. | Adam Yates         | Wielka Brytania | Mitchelton-Scott  | + 0"       |
| 4. | David Gaudu        | Francja         | Groupama-FDJ      | + 4"       |
| 5. | Ilnur Zakarin      | Rosja           | CCC Team          | + 7"       |
| 6. | Davide Formolo     | Włochy          | UAE Team Emirates | + 23"      |
| 7. | Alejandro Valverde | Hiszpania       | Movistar Team     | + 23"      |
| 8. | Wilco Kelderman    | Holandia        | Team Sunweb       | + 24"      |
| 9. | Víctor de la Parte | Hiszpania       | CCC Team          | + 24"      |
| 10. | Rafał Majka        | Polska          | Bora-Hansgrohe    | + 27"      |

### Etapy 6 i 7
Etapy 6 i 7 zostały odwołane po wykryciu zarażenia COVID-19 u dwóch uczestników wyścigu.

## Klasyfikacje

### Klasyfikacja generalna
| \| Klasyfikacja generalna \| Klasyfikacja generalna \| Klasyfikacja generalna \| Klasyfikacja generalna \| Klasyfikacja generalna \| \| Kolarz \| Kolarz \| Państwo \| Drużyna \| Czas \| \| ---------------------- \| ---------------------- \| ---------------------- \| ---------------------- \| ---------------------- \| \| 1. \| Adam Yates \| Wielka Brytania \| Mitchelton-Scott \| 20h 35' 04" \| \| 2. \| Tadej Pogačar \| Słowenia \| UAE Team Emirates \| + 1' 01" \| \| 3. \| Aleksiej Łucenko \| Kazachstan \| Astana \| + 1' 33" \| \| 4. \| David Gaudu \| Francja \| Groupama-FDJ \| + 1' 48" \| \| 5. \| Rafał Majka \| Polska \| Bora-Hansgrohe \| + 2' 11" \| \| 6. \| Wilco Kelderman \| Holandia \| Team Sunweb \| + 2' 34" \| \| 7. \| Ilnur Zakarin \| Rosja \| CCC Team \| + 2' 34" \| \| 8. \| Davide Formolo \| Włochy \| UAE Team Emirates \| + 2' 39" \| \| 9. \| Diego Ulissi \| Włochy \| UAE Team Emirates \| + 2' 47" \| \| 10. \| Víctor de la Parte \| Hiszpania \| CCC Team \| + 2' 51" \| |                    |                 |                   |             |
| |                    |                 |                   |             |
| Źródło: ProCyclingStats |                    |                 |                   |             |
| Klasyfikacja generalna |                    |                 |                   |             |
| Kolarz | Kolarz             | Państwo         | Drużyna           | Czas        |
| 1. | Adam Yates         | Wielka Brytania | Mitchelton-Scott  | 20h 35' 04" |
| 2. | Tadej Pogačar      | Słowenia        | UAE Team Emirates | + 1' 01"    |
| 3. | Aleksiej Łucenko   | Kazachstan      | Astana            | + 1' 33"    |
| 4. | David Gaudu        | Francja         | Groupama-FDJ      | + 1' 48"    |
| 5. | Rafał Majka        | Polska          | Bora-Hansgrohe    | + 2' 11"    |
| 6. | Wilco Kelderman    | Holandia        | Team Sunweb       | + 2' 34"    |
| 7. | Ilnur Zakarin      | Rosja           | CCC Team          | + 2' 34"    |
| 8. | Davide Formolo     | Włochy          | UAE Team Emirates | + 2' 39"    |
| 9. | Diego Ulissi       | Włochy          | UAE Team Emirates | + 2' 47"    |
| 10. | Víctor de la Parte | Hiszpania       | CCC Team          | + 2' 51"    |

| Klasyfikacja punktowa | Klasyfikacja punktowa | Klasyfikacja punktowa | Klasyfikacja punktowa | Klasyfikacja punktowa |
| Kolarz                | Kolarz                | Państwo               | Drużyna               | Punkty                |
| --------------------- | --------------------- | --------------------- | --------------------- | --------------------- |
| 1.                    | Caleb Ewan            | Australia             | Lotto-Soudal          | 43 pkt                |
| 2.                    | Veljko Stojnić        | Serbia                | Vini Zabù-KTM         | 42 pkt                |
| 3.                    | Tadej Pogačar         | Słowenia              | UAE Team Emirates     | 39 pkt                |
| 4.                    | Adam Yates            | Wielka Brytania       | Mitchelton-Scott      | 35 pkt                |
| 5.                    | Aleksiej Łucenko      | Kazachstan            | Astana                | 33 pkt                |
| 6.                    | Pascal Ackermann      | Niemcy                | Bora-Hansgrohe        | 32 pkt                |
| 7.                    | Dylan Groenewegen     | Holandia              | Jumbo-Visma           | 29 pkt                |
| 8.                    | Sam Bennett           | Irlandia              | Deceuninck-Quick Step | 25 pkt                |
| 9.                    | Leonardo Tortomasi    | Włochy                | Vini Zabù-KTM         | 21 pkt                |
| 10.                   | David Gaudu           | Francja               | Groupama-FDJ          | 19 pkt                |

| Klasyfikacja punktowa | Klasyfikacja punktowa | Klasyfikacja punktowa | Klasyfikacja punktowa | Klasyfikacja punktowa |
| Kolarz                | Kolarz                | Państwo               | Drużyna               | Punkty                |
| --------------------- | --------------------- | --------------------- | --------------------- | --------------------- |
| 1.                    | Caleb Ewan            | Australia             | Lotto-Soudal          | 43 pkt                |
| 2.                    | Veljko Stojnić        | Serbia                | Vini Zabù-KTM         | 42 pkt                |
| 3.                    | Tadej Pogačar         | Słowenia              | UAE Team Emirates     | 39 pkt                |
| 4.                    | Adam Yates            | Wielka Brytania       | Mitchelton-Scott      | 35 pkt                |
| 5.                    | Aleksiej Łucenko      | Kazachstan            | Astana                | 33 pkt                |
| 6.                    | Pascal Ackermann      | Niemcy                | Bora-Hansgrohe        | 32 pkt                |
| 7.                    | Dylan Groenewegen     | Holandia              | Jumbo-Visma           | 29 pkt                |
| 8.                    | Sam Bennett           | Irlandia              | Deceuninck-Quick Step | 25 pkt                |
| 9.                    | Leonardo Tortomasi    | Włochy                | Vini Zabù-KTM         | 21 pkt                |
| 10.                   | David Gaudu           | Francja               | Groupama-FDJ          | 19 pkt                |

| Klasyfikacja sprinterska | Klasyfikacja sprinterska | Klasyfikacja sprinterska | Klasyfikacja sprinterska | Klasyfikacja sprinterska |
| Kolarz                   | Kolarz                   | Państwo                  | Drużyna                  | Punkty                   |
| ------------------------ | ------------------------ | ------------------------ | ------------------------ | ------------------------ |
| 1.                       | Veljko Stojnić           | Serbia                   | Vini Zabù-KTM            | 42 pkt                   |
| 2.                       | Leonardo Tortomasi       | Włochy                   | Vini Zabù-KTM            | 21 pkt                   |
| 3.                       | Christian Scaroni        | Włochy                   | Gazprom-RusVelo          | 15 pkt                   |
| 4.                       | Andrea Garosio           | Włochy                   | Vini Zabù-KTM            | 13 pkt                   |
| 5.                       | William Clarke           | Australia                | Trek-Segafredo           | 13 pkt                   |
| 6.                       | Jasper De Buyst          | Belgia                   | Lotto-Soudal             | 10 pkt                   |
| 7.                       | Victor Campenaerts       | Belgia                   | NTT Pro Cycling          | 9 pkt                    |
| 8.                       | Umberto Marengo          | Włochy                   | Vini Zabù-KTM            | 9 pkt                    |
| 9.                       | Nikołaj Czerkasow        | Rosja                    | Gazprom-RusVelo          | 8 pkt                    |
| 10.                      | Stijn Steels             | Belgia                   | Deceuninck-Quick Step    | 6 pkt                    |

| Klasyfikacja sprinterska | Klasyfikacja sprinterska | Klasyfikacja sprinterska | Klasyfikacja sprinterska | Klasyfikacja sprinterska |
| Kolarz                   | Kolarz                   | Państwo                  | Drużyna                  | Punkty                   |
| ------------------------ | ------------------------ | ------------------------ | ------------------------ | ------------------------ |
| 1.                       | Veljko Stojnić           | Serbia                   | Vini Zabù-KTM            | 42 pkt                   |
| 2.                       | Leonardo Tortomasi       | Włochy                   | Vini Zabù-KTM            | 21 pkt                   |
| 3.                       | Christian Scaroni        | Włochy                   | Gazprom-RusVelo          | 15 pkt                   |
| 4.                       | Andrea Garosio           | Włochy                   | Vini Zabù-KTM            | 13 pkt                   |
| 5.                       | William Clarke           | Australia                | Trek-Segafredo           | 13 pkt                   |
| 6.                       | Jasper De Buyst          | Belgia                   | Lotto-Soudal             | 10 pkt                   |
| 7.                       | Victor Campenaerts       | Belgia                   | NTT Pro Cycling          | 9 pkt                    |
| 8.                       | Umberto Marengo          | Włochy                   | Vini Zabù-KTM            | 9 pkt                    |
| 9.                       | Nikołaj Czerkasow        | Rosja                    | Gazprom-RusVelo          | 8 pkt                    |
| 10.                      | Stijn Steels             | Belgia                   | Deceuninck-Quick Step    | 6 pkt                    |

| Klasyfikacja młodzieżowa | Klasyfikacja młodzieżowa | Klasyfikacja młodzieżowa | Klasyfikacja młodzieżowa | Klasyfikacja młodzieżowa |
| Kolarz                   | Kolarz                   | Państwo                  | Drużyna                  | Czas                     |
| ------------------------ | ------------------------ | ------------------------ | ------------------------ | ------------------------ |
| 1.                       | Tadej Pogačar            | Słowenia                 | UAE Team Emirates        | 20h 36' 05"              |
| 2.                       | David Gaudu              | Francja                  | Groupama-FDJ             | + 47"                    |
| 3.                       | Edward Dunbar            | Irlandia                 | Team Ineos               | + 1' 57"                 |
| 4.                       | Niklas Eg                | Dania                    | Trek-Segafredo           | + 2' 35"                 |
| 5.                       | Óscar Rodríguez          | Hiszpania                | Astana                   | + 4' 16"                 |
| 6.                       | Jaakko Hänninen          | Finlandia                | AG2R La Mondiale         | + 4' 44"                 |
| 7.                       | Jai Hindley              | Australia                | Team Sunweb              | + 5' 19"                 |
| 8.                       | Héctor Carretero         | Hiszpania                | Movistar Team            | + 5' 39"                 |
| 9.                       | Florian Stork            | Niemcy                   | Team Sunweb              | + 6' 44"                 |
| 10.                      | Lorenzo Fortunato        | Włochy                   | Vini Zabù-KTM            | + 10' 22"                |

| Klasyfikacja młodzieżowa | Klasyfikacja młodzieżowa | Klasyfikacja młodzieżowa | Klasyfikacja młodzieżowa | Klasyfikacja młodzieżowa |
| Kolarz                   | Kolarz                   | Państwo                  | Drużyna                  | Czas                     |
| ------------------------ | ------------------------ | ------------------------ | ------------------------ | ------------------------ |
| 1.                       | Tadej Pogačar            | Słowenia                 | UAE Team Emirates        | 20h 36' 05"              |
| 2.                       | David Gaudu              | Francja                  | Groupama-FDJ             | + 47"                    |
| 3.                       | Edward Dunbar            | Irlandia                 | Team Ineos               | + 1' 57"                 |
| 4.                       | Niklas Eg                | Dania                    | Trek-Segafredo           | + 2' 35"                 |
| 5.                       | Óscar Rodríguez          | Hiszpania                | Astana                   | + 4' 16"                 |
| 6.                       | Jaakko Hänninen          | Finlandia                | AG2R La Mondiale         | + 4' 44"                 |
| 7.                       | Jai Hindley              | Australia                | Team Sunweb              | + 5' 19"                 |
| 8.                       | Héctor Carretero         | Hiszpania                | Movistar Team            | + 5' 39"                 |
| 9.                       | Florian Stork            | Niemcy                   | Team Sunweb              | + 6' 44"                 |
| 10.                      | Lorenzo Fortunato        | Włochy                   | Vini Zabù-KTM            | + 10' 22"                |

| Klasyfikacja drużynowa | Klasyfikacja drużynowa | Klasyfikacja drużynowa       | Klasyfikacja drużynowa |
| Drużyna                | Drużyna                | Państwo                      | Czas                   |
| ---------------------- | ---------------------- | ---------------------------- | ---------------------- |
| 1.                     | UAE Team Emirates      | Zjednoczone Emiraty Arabskie | 61h 51' 55"            |
| 2.                     | Astana                 | Kazachstan                   | + 3' 25"               |
| 3.                     | CCC Team               | Polska                       | + 5' 22"               |
| 4.                     | Trek-Segafredo         | Stany Zjednoczone            | + 7' 04"               |
| 5.                     | AG2R La Mondiale       | Francja                      | + 7' 55"               |
| 6.                     | NTT Pro Cycling        | Południowa Afryka            | + 8' 09"               |
| 7.                     | Team Sunweb            | Niemcy                       | + 9' 26"               |
| 8.                     | Movistar Team          | Hiszpania                    | + 10' 27"              |
| 9.                     | Cofidis                | Francja                      | + 11' 56"              |
| 10.                    | Bora-Hansgrohe         | Niemcy                       | + 12' 38"              |

| Klasyfikacja drużynowa | Klasyfikacja drużynowa | Klasyfikacja drużynowa       | Klasyfikacja drużynowa |
| Drużyna                | Drużyna                | Państwo                      | Czas                   |
| ---------------------- | ---------------------- | ---------------------------- | ---------------------- |
| 1.                     | UAE Team Emirates      | Zjednoczone Emiraty Arabskie | 61h 51' 55"            |
| 2.                     | Astana                 | Kazachstan                   | + 3' 25"               |
| 3.                     | CCC Team               | Polska                       | + 5' 22"               |
| 4.                     | Trek-Segafredo         | Stany Zjednoczone            | + 7' 04"               |
| 5.                     | AG2R La Mondiale       | Francja                      | + 7' 55"               |
| 6.                     | NTT Pro Cycling        | Południowa Afryka            | + 8' 09"               |
| 7.                     | Team Sunweb            | Niemcy                       | + 9' 26"               |
| 8.                     | Movistar Team          | Hiszpania                    | + 10' 27"              |
| 9.                     | Cofidis                | Francja                      | + 11' 56"              |
| 10.                    | Bora-Hansgrohe         | Niemcy                       | + 12' 38"              |